# THE BEST of mihimaru GT 2
『THE BEST of mihimaru GT 2』（ザ・ベスト・オブ・ミヒマル・ジーティー・ツー）は、mihimaru GTの2枚目のベストアルバム。2012年5月30日発売。発売元は、ユニバーサルミュージック。

## 解説
- 前作『THE BEST of mihimaru GT』から約5年ぶりのベストアルバムの発売で、14枚目のシングル『俄然Yeah!』から最新シングルである27枚目の『One Time』までを収録し、さらに配信限定シングルだった「SAY YES 〜102回目のプロポーズ〜」と新曲「プロペラ大回転」、ボーナストラックとして19枚目のシングル『幸せになろう』のリテイクバージョンの全17曲を収録したベストアルバムである。
- ただし、15枚目のシングル『I SHOULD BE SO LUCKY／愛コトバ』の両A面であった「愛コトバ」は本アルバムには収録されなかった。
- 本アルバムに初収録となった「プロペラ大回転」は当初、5月上旬に配信シングルとして配信される予定だったが、ベストアルバムと同時に新曲とだけ銘打って配信開始となり、配信シングルとしては配信されなかった。
- 前作のベストアルバム『THE BEST of mihimaru GT』ではバラバラに収録順を組んでいたが、本作は発売順のほうが流れがしっくりくるということで、発売順で収録となった。
- 初回限定盤のDVDには「SAY YES -102回目のプロポーズ-」と「プロペラ大回転」のPVとメイキングが収録された。
- ベストアルバム発売を記念してニコニコ動画で放送されたニコニコ生放送 『mihimaru GTのニコマルGT～5年ぶりのベストアルバム2発売記念!!!今夜は大放出よん』ではボーナストラックである「幸せになろう (single take session ver.)」の録音時のオフショットをつなぎ合わせたPVが放送された。これはニコニコ動画のみでの配信で、この放送のみのPVだという。

## 収録曲
1. 俄然Yeah!
14thシングル
2. I SHOULD BE SO LUCKY
15thシングル「I SHOULD BE SO LUCKY／愛コトバ」の1曲目。
3. diverge
16thシングル
4. ギリギリHERO
17thシングル
5. 泣き夏 with SOFFet
18thシングル。mihimaru GT初のコラボレーションシングル
6. 幸せになろう
19thシングル
7. Switch
20thシングル
8. とろけちゃうダンディ〜
21stシングル
9. アン♥ロック
22ndシングル
10. Love Letter
23rdシングル
11. オメデトウ
24thシングル
12. マスターピース
25thシングル
13. エボ★レボリューション
26thシングル
14. One Time
27thシングル。アルバム初収録。
15. SAY YES 〜102回目のプロポーズ〜
配信限定シングル。CHAGE and ASKAの「SAY YES」のカバー。
16. プロペラ大回転
新曲。ベストアルバム発売と同時に着うた、着うたフルなどで配信開始となった。
17. 幸せになろう (single take session ver.)
19thシングルのリテイクバージョン。ボーナストラック。PVも制作された。

### DVD（初回限定盤のみ）
- SAY YES 〜102回目のプロポーズ〜 -Music Video- & Making
  - ストーリーのあるドラマ仕立てになっており、ロッチの中岡創一と女優・森下悠里が出演している。
  - 中岡をキャスティングした理由としてhirokoが中岡の素朴な感じがいいと明言している。
- プロペラ大回転 -Music Video- & Making